# 垃圾索引
在數位行銷以及網路廣告領域中，垃圾索引（Spamdexing，也被稱為搜尋引擎垃圾、搜尋引擎汙染、黑帽SEO、搜尋垃圾以及網路垃圾）是指惡意的操縱搜尋引擎索引系統（search engine indexing），有很多種方法可以汙染搜尋引擎，像是加入大量的垃圾連結或是與內容無關的語句，進而增加與搜尋關鍵字的關聯性以及網站的SEO排名。
搜尋引擎如今透過各種演算法來決定各個網站與關鍵字的關聯性排名，像是判斷關鍵字有沒有出現在網站的正文或是網址中。許多搜尋引擎還會自動偵測垃圾索引並移除可疑的頁面，並且，搜尋引擎業者在收到用戶抱怨後也可以迅速地封鎖一個汙染搜尋引擎的網站提供的所有搜尋結果。在搜尋引擎優化產業中，使用不道德的手段提升網站排名也被稱為「黑帽SEO」，這破壞了提升網站排名的規則以及搜尋引擎方針，因此，冒險進行搜尋引擎汙染的網站在Google Panda以及Google Penguin搜尋排名演算法中都會受到嚴厲的懲罰。
常見的垃圾索引技術分為兩大類：內容氾濫（或詞語氾濫）以及連結氾濫。